# Eudocimus
Eudocimus és un gènere d'ocells de la família dels tresquiornítids (Threskiornithidae) que habita manglars, aiguamolls i rius tranquils, generalment no gaire lluny de la costa, del sud de Nord-amèrica, Amèrica central i nord de Sud-amèrica.

## Llista d'espècies
Se n'han descrit dues espècies dins aquest gènere:
- Ibis blanc americà (Eudocimus albus).
- Ibis escarlata (Eudocimus ruber).

Ambdues espècies hibriden en captiveri, però aquest fet és rar en les colònies mixtes de cria de Veneçuela.